# كونواي سافاج
كونواي سافاج (بالإنجليزية: Conway Savage)‏‏ (27 يوليو 1960 - 2 سبتمبر 2018) هو عازف موسيقى روك أسترالي.

## روابط خارجية
- كونواي سافاج على موقع IMDb (الإنجليزية)
- كونواي سافاج على موقع ميوزك برينز (الإنجليزية)
- كونواي سافاج على موقع أول ميوزيك (الإنجليزية)
- كونواي سافاج على موقع ديسكوغز (الإنجليزية)
- كونواي سافاج على موقع قاعدة بيانات الفيلم (الإنجليزية)